# 嚴賓
嚴賓（1441年—？），字邦賢，湖廣荊州府潛江縣人，軍籍。明朝政治人物。進士出身。

## 生平
湖廣鄉試第七十五名。成化五年（1469年）乙丑科會試第一百六名，殿試登進士第三甲第九十三名。授建昌府南城縣知縣。

## 家族
曾祖嚴谷珍。祖父嚴添福。父亲嚴敬。